# Rosemarie Cynkiewicz
Rosemarie Cynkiewicz (* 24. Februar 1936 in Frankfurt/Oder; † 27. Oktober 2024 in Berlin) war eine deutsche Pastorin.

## Leben und Wirken
Cynkiewicz wurde 1936 in Frankfurt an der Oder geboren. Sie machte eine Ausbildung zur Drogistin und Apothekenassistentin. An der Humboldt-Universität zu Berlin studierte sie Theologie und wurde 1967 im damaligen Bezirk und jetzigen Ortsteil Berlin-Prenzlauer Berg in der Rietzestraße Pastorin der Zachäus-Gemeinde mit einer Ladenkirche, die später in die Hosemannstraße verlegt wurde und aktuell mit der Gemeinde der Adventkirche vereinigt ist. 1977 wechselte sie ihren Arbeitsplatz zum Konsistorium der Landeskirche Berlin-Brandenburg, wurde Konsistorialrätin und später Oberkonsistorialrätin mit den Aufgaben als Ortsdezernentin mit Zuständigkeit im Sprengel Eberswalde und war als Fachdezernentin für die kirchliche Arbeit mit Kindern, Jugendlichen und Studenten sowie für die gemeindepädagogische Ausbildung tätig.
Von 1978 bis 1991 gehörte sie der Synode des Bundes der Evangelischen Kirchen in der DDR (BEK) an, war in den 80er Jahren deren Vizepräses und in der kurzen Zeit der 6. Synode ab 1990 bis zum Beitritt zur Evangelischen Kirche in Deutschland (EKD) im Jahr 1991 deren Präses. In der EKD blieb sie bis 1997 aktiv tätig.
Im Alter von 88 Jahren starb sie in ihrem Wohnort Berlin. Ihr Grab befindet sich auf dem Friedhof III der Georgen-Parochialgemeinde in der Roelckestraße in Berlin-Weißensee.